# Robbie Kay
Robert "Robbie" Andrew Kay (Lymington, Hampshire, Anglaterra, 13 de setembre de 1995) és un actor britànic.
Kay va néixer a Lymington (Hampshire) i es traslladà a Brussel·les (Bèlgica). La seva mare, Stephanie és de Newcastle upon Tyne, mentre que el seu pare Ivan Kay és de Peterborough. El 2006, Kay i la seva família es traslladà a Praga (República Txeca), on assistí a l'Escola Internacional de Praga.
Passà un any estudiant, actuant, cantant i ballant en una de les escoles de teatre de Britain's Stagecoach.

## Critica
El treball de Kay ha estat en general ben rebut per la crítica. Alicia Cox de Chatelaine va escriure: «Robbie Kay, qui interpreta al jove Jakob, dona un rendiment notable amb petites paraules i molta emoció quan somriu (que no és sovint) no podem deixar de ser afectats.» Moira Macdonald del The Seattle Times descriu a Kay com d'«Una manera estripadora de veure's totalment perdut» i Peter Howell del Toronto Star va escriure «les actuacions són irreprotxables, especialment Robbie Kay com Jakob».

## Filmografia
| Any   | Treball                                     | Paper            | Notes                                |
| ----- | ------------------------------------------- | ---------------- | ------------------------------------ |
| 2007  | Hannibal Rising                             | Fill del Kolnas  |                                      |
| 2007  | My Boy Jack                                 | Arthur Relp      |                                      |
| 2007  | Fugitive Pieces                             | Jove Jakob       |                                      |
| 2008  | Pinotxo (Pinocchio)                         | Pinocchio        | Minisèrie de televisió               |
| 2008  | Bathory                                     | Pals             | veu                                  |
| 2008  | Amagats a Bruges                            | Jove Harry       |                                      |
| 2010  | Made in Dagenham                            | Graham           |                                      |
| 2010  | Ways to Live Forever                        | Sam McQueen      |                                      |
| 2011  | Pirates of the Caribbean: On Stranger Tides | Nen de la cabina |                                      |
| 2013- | Once Upon a Time                            | Peter Pan        | Sèrie de televisió (paper recurrent) |

## Premis i nominacions
| Any  | Premi              | Categoria                                            | Producció        | Resultat |
| ---- | ------------------ | ---------------------------------------------------- | ---------------- | -------- |
| 2009 | Premi Young Artist | Millor interpretació en una pel·lícula internacional | Fugitive Pieces  | Nominat  |
| 2009 | Premi Young Artist | Millor actor en telefilm, minisèrie o especial       | Pinocchio        | Nominat  |
| 2014 | Teen Choice Awards | Millor dolent de TV                                  | Once Upon a Time | Nominat  |